# Scarecrowd
Scarecrowd è un film del 2016 diretto da George Nevada. 
Precedentemente noto come The Musk, il film, un horror fantascientifico, ha subito un cambio di titolo in seguito alla distribuzione internazionale con SRS Cinema. Il film è frutto di una collaborazione USA/Italia e vede la partecipazione di Domiziano Cristopharo in qualità di produttore esecutivo e di direttore della fotografia. Nel film sono presenti delle tavole disegnate dal disegnatore Paolo Zandon.

## Trama
Il contadino Tony Maio assiste alla caduta di un meteorite proveniente da remote aree spaziali. Venuto accidentalmente a contatto con il corpo celeste, l'uomo subirà una mutazione che lo costringerà ad assecondare la sua sete di sangue nei confronti di poveri malcapitati. Indossato il costume di uno spaventapasseri, Tony Maio intraprenderà un cammino di dolore e morte.

## Distribuzione
Il film è stato distribuito da SRS Cinema in DVD ma anche in versione limitata Blu-Ray e VHS.